# ロシア映画社
株式会社ロシア映画社は、日本の映画会社である。
1956年の日ソ共同宣言により日本とソビエト連邦との国交が回復した際、両国の文化交流のため設立された日本海映画株式会社を前身とする。日本海映画は、ソ連映画輸出入公団の極東代理店として、「戦艦ポチョムキン」「戦争と平和」「惑星ソラリス」など多くの名作を日本に紹介した。
1991年のソビエト連邦の崩壊後、現社名に変更した。